# Брутно национално щастие
Брутно национално щастие е термин за холистичен показател за качеството на живот, който включва моралните и психологически ценности за разлика от брутния национален продукт.
Терминът е измислен през 1972 г. в Бутан от тогавашния крал Джигме Синге Вангчук. Първоначално изразът насочва към изграждане на икономика, която да служи на културата на Бутан, основавайки се на будистки духовни ценности, вместо на западното материално развитие. Днес терминът се използва и извън Бутан.

## Значение
Чрез приносите на няколко западни и източни учени, икономисти и политици, концепцията на брутното национално щастие еволюира в социално-икономически модел на развитие.
Четирите постулата на философията на брутното национално щастие (БНЩ) са:
- устойчиво развитие,
- съхраняване и насърчаване на културните ценности,
- опазване на околната среда,
- установяване на ефективно управление.

Концепцията на БНЩ еволюира чрез приносите на различни учени и политици, за да се превърне в социално-икономически модел на развитие. Политиката на БНЩ служи като обединяваща възгледите на бутанските петилетки и всички планови документи, които водят икономическите планове за развитие на страната. Предложените политики в Бутан трябва първо да преминат през преглеждане за БНЩ.

## Показатели
Въпреки че брутното национално щастие е вдъхновяваща философия, осъществяването на БНЩ е предизвикателство за Бутан, поради политическата трансформация на страната и прекаленото акцентиране върху духовните и културни аспекти на БНЩ в икономическото развитие. Повече от 30 години концепцията БНЩ не е възприета от политици и икономисти извън Бутан, поради субективната материя на щастието, липсата на политическа имплементация и система за икономическо измерване.
Въпреки че са осъществени няколко независими анкети, специално целящи да измерят щастието или удовлетворението от живота като субективен резултат, до 2005 г. няма точно качествено определение на брутното национално щастие, а само някои проучвания на индивидуални елементи, допринасящи за БНЩ са обект на измерване. Например ниските нива на детска смъртност се свързват със субективна изява на благополучие или щастие в дадена държава. Социалните науки в продължение на известно време се опитват да трансформират такива субективни изяви на голям брой хора в смислени качествени данни.

## История
Понятието е въведено в употреба в качеството му на неофициална държавна философия на Бутан от 4-тия крал на страната Джигме Синге Вангчук през 1972 г. Той казва: „Щастието на народа е по-важно от процентите на брутния вътрешен продукт“. Смисълът на това понятие за Бутан се състои в такова развитие на икономиката, каквото съответства на уникалната бутанска култура, основана на будистки духовни ценности. Практическото приложение на брутното национално щастие се реализира чрез петилетки, при които прогресът се осъществява с малки стъпки, стараейки се да поддържа и да не разрушава традиционните ценности – семейството, културата, природата и будистката религия.
В началото на управлението на крал Джигме Синге Вангчук, Бутан представлява изолирана от света страна със средновековни обичаи. Бутан все още не е бил окончателно член на ООН, не е участвал в почти никакви международни организации, в Бутан почти е липсвало парично обращение, нивото на грамотността е било много ниско, а автомобилните пътища, комуникациите и електричеството – недоразвити. Рязка модернизация на Бутан, придружена с „наводнение“ от потребителски стоки е можела да доведе до социален шок или до превръщането на Бутан в индустриална колония или „бананова република“.

## Реформи за БНЩ
Това е списък с примери на реформи в Бутан, свързани с програмата на брутното национално щастие.
- Опростяване на церемониите и етикета, отмяна на тежки правила на етикета, свързани с поклон до земята пред краля и висши длъжностни лица, въвеждане на празнично церемониално облекло при посещение на дворец или дзонг.
- Откриване на страната за туризъм с въвеждане на високи туристически мита и ограничено количество издавани визи.
- Реформа на образованието. Въведение на многостепенна система на образование на базата на интернати в цялата страна (значителна част от бутанците живеят в малки селища или отдалечени къщи, затова за децата трябва организация на интернати).
- Задължително обучение на английски език, използване на учители доброволци от западни страни.
- Подбор на конкурсна основа на най-добрите випускници от училищата за обучение в чужбина (в Индия, САЩ, Сингапур, Европа).
- Привличане на индивидуален ред на чуждестранни консултанти по въпросите за модернизация, екология, медицина и управление.
- Повсеместна държавна опека на будистките манастири и храмове. Поддържане на чистота и ред в ступите.
- Поддържане на чистота по улиците на градовете и селищата. Отглеждане на цветя.
- Строителство на минимални автомобилни пътища, свързващи по-големи дзонги, за да не се разрушава околната среда.
- Социална програма за грижи за старците в манастирите.
- Организация на безжична телефонна връзка в цялата страна.
- Прилагане на малки водноелектрически централи за производство на електричество.
- Съхраняване на природата. Почти половината територия на Бутан е обявена за национален парк, където ловът е забранен.
- Забрана на тютюнопушенето в цялата страна. Забрана на химическите торове и химическите съставки. Забрана на екологично вредните производства.

## Критика
Критиците твърдят, че наблягането на експеримента на Бутан с БНЩ отклонява вниманието на света от правителственото потъпкване на най-голямото малцинство в страната – лоцампа, които в миналото представляват около 1/6 от населението на Бутан.
От икономическа гледна точка критиците посочват, че понеже БНЩ зависи от ред субективни преценки за благоденствие, правителствата могат да дефинират БНЩ по какъвто начин си искат. Икономистката Диърдра Макклоски критикува такива мерки като ненаучни, казвайки че „записването на процента хора, които казват, че са щастливи, ще ви покаже... как хората използват думите“, правейки аналогия с това, че обществото не може да „дефинира физиката, питайки хората дали днес е топло, горещо или студено“. Макклоски също критикува антиконсуматорството на движението да основава правителствена политика на щастие, твърдейки, че „високата култура, всъщност, процъфтява в периода на оживена търговия“.
Други критици казват, че международно сравнение на благосъстоянието би било трудно с този модел. Защитниците поддържат мнението, че всяка държава може да дефинира собствена мярка за БНЩ както прецени, и след време ще са валидни сравнения между страните. Все пак обявената цел на Бутан е да повиши БНЩ, а не да сравнява цифри с други страни.
Алтернативни индикатори на емоции като аналог на икономически прогрес са поддържани от редица неправителствени организации.
Брутното национално щастие официално се използва единствено в Бутан, където е съставена специална Комисия за БНЩ, преглеждаща политическите решения и разпределението на ресурсите. През 2013 г. страната премества фокуса от разпространение на БНЩ по света към благоденствие на бутанския народ.